# 幸浦事件
幸浦事件（さちうらじけん）とは、1948年（昭和23年）11月に日本の静岡県磐田郡幸浦村（現：袋井市）で発生した強盗殺人事件。一家4人が絞殺され、死体を埋められた。
翌1949年（昭和24年）2月に被疑者4人が自白の末に逮捕されたが、4人は刑事裁判で一転して無実を主張した。4人のうち3人はいったんは死刑判決を受けたが、上訴審で静岡県警による拷問や誘導尋問が指摘され、無罪となった冤罪事件である（1人は無罪確定前に病死）。

## 詳細
1948年11月29日、静岡県磐田郡幸浦村（現：袋井市）の自営業を営む主人を含む一家4人が忽然と失踪。警察は事件性があると判断するも、何も手がかりも消息も掴めず、年を越してしまう。
しかし、翌1949年2月12日、男性A（当時23歳）と男性B（当時19歳）が別件逮捕され、2人を一家4人殺害の被疑者として、取り調べを続けたところ、男性Aが翌13日に一家殺害を自供。また14日に男性C（当時45歳）も強盗殺人で、20日に男性D（当時38歳）が被害者宅からの盗品を買い受けた罪で逮捕された。後日、被疑者らの自供により、一家4人の絞殺遺体が埋められた状態で見つかった。

## 裁判
- 裁判で4人とも無実を主張するも、1950年4月27日、静岡地裁はDを除く3被告人に死刑判決（Dは懲役1年・罰金1000円）[1]。
- 1951年5月8日、東京高裁は4人の控訴を棄却[1]。
- 1957年2月14日、最高裁で重大な事実誤認の疑いがあるとして、東京高裁に差し戻し。
- 1959年2月28日、4人全員に無罪判決（この後、8月8日に男性Aが病死[2]）。
- 1963年7月9日、検察の上告が棄却され、4人の無罪確定。

## 問題
警察の取り調べで、4人の手や耳に焼火箸を押し付けるなどの拷問を加えたり、白紙の紙に刑事が自供を書いて彼らに無理やり承諾させ、さも4人から自供を聴取していたかのように装ったりするなどの捏造を行っていた。
4人を無罪に導いた大きな理由は、秘密の暴露であるはずの遺体遺棄場所に発掘前に印がついていたことが判明し、あらかじめ警察が場所を知っていた疑いが濃厚となったからである。
この捏造を率先して行ったのが、国家地方警察静岡県本部刑事課の紅林麻雄警部補であることが後年、指摘されている。後に発生した二俣事件や小島事件といった冤罪事件にも紅林が関与することとなった。なお、紅林は同事件の被告人の無罪が確定したのを機に、警察を退職している。

## 関連書籍
- 清瀬一郎『拷問捜査 ―幸浦・二俣の怪事件―』（日本評論社）1959年
- 上田誠吉・後藤昌次郎『誤まった裁判 ―八つの刑事事件―』（岩波書店）1960年